# Ipet
Ipet (auch Opet; Altes Reich Ipi/Jpy, „Die Nilpferdgöttin“) war als eine der Geburtsgöttinnen mit der Rolle als Mutter, Amme und Nahrungsgeberin betraut. Zusätzlich wurde sie im Alten- und Neuen Reich als „Mutter der Verstorbenen“ verehrt. In der griechisch-römischen Zeit ist sie als „Mutter der Flamme“ belegt.

## Kult und Darstellungen

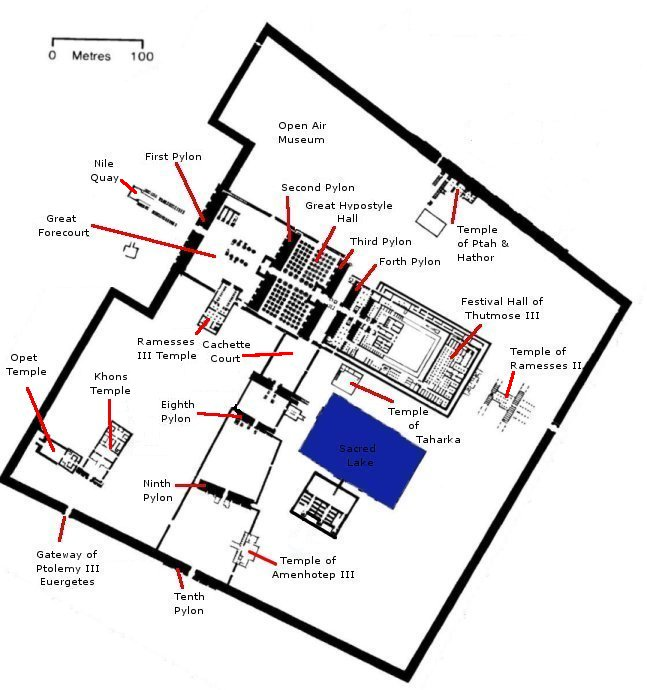
Grundriss des Tempels von Amun-Re in Karnak

Speziell in Theben genoss Ipet den Kult der „Mutter des Osiris“ und als „Nährende des Königs“. Zusätzlich ist Ipet als „die Herrin des magischen Schutzes“ bekannt. Ob sie zugleich Schutzgöttin der Stadt Theben war, bleibt jedoch unklar.
Im Tempel des Amun-Re verehrten die Ägypter Ipet als Gleichsetzung zu Hathor in einem eigenen Heiligtum, das in der thebanischen Mythologie den Geburtsort des Osiris repräsentieren soll. Zugleich sind in Theben Verbindungen zu Isis nachgewiesen.
Ikonografisch ist sie häufig mit dem Leib eines schwangeren Nilpferdes und Nilpferdkopf, Menschenhänden, Krokodilsrücken sowie Löwenpranken, umrankt mit Blumen und Pflanzen, symbolisiert.
Im Neuen Reich verschmilzt sie mit anderen Geburtsgottheiten unter dem Titel „Ipet-weret“ („großer Harem“) zu Ta-weret („die Große“); gräzisiert „Thoeris“. Ihr zugewiesenes Sternbild am Nordhimmel zeigt sie mit einem Krokodil auf dem Rücken. Als Sammelbegriff für die nilpferdgestaltigen Göttinnen vereint „Ipet-weret“ die Funktionen der früheren Einzelgöttinnen, beispielsweise mit Ipet als „Amme/Mutter“, Hedjet als „die Weiße“ und Reret als „Sau“.